# Якоб-лжец (роман)
«Якоб-лжец» (нем. Jakob der Lügner) — роман Юрека Беккера, впервые опубликованный в 1969 году в ГДР.

## Сюжет
Повествование в романе ведется от лица одного из бывших жителей еврейского гетто в неназванном польском городе спустя пару десятков лет после описываемых событий.
Главный герой Якоб Хаим раньше владел небольшим кафе, но после прихода немцев оказался в еврейском гетто, где запрещены деревья, украшения, домашние животные, часы, а после восьми вечера наступает комендантский час. В один из дней Хаима, якобы за нарушение режима, останавливает постовой и приказывает пройти в участок за полагающимся наказанием. Там Якоб узнает, что ещё есть время до восьми и, видимо, над ним решили подшутить. При этом Хаим слышит по включенному радио сообщение, что русские войска находятся возле городка Безаника, который лежит в нескольких сотнях километров от гетто.
На следующий день во время работы на товарной станции, чтобы отвлечь своего друга Мишу от опасной затеи украсть картофель из вагона, Якоб говорит тому, что знает новость о продвижении русских, так как прячет дома радиоприемник. Миша, в свою очередь, не сумев сохранить эту информацию в тайне, рассказывает её другим, в том числе отцу своей невесты Феликсу Франкфуртеру. Однако Феликс сам хранит в чулане неиспользуемое радио и теперь вынужден уничтожить приемник, чтобы обезопасить себя в случае возможных обысков.
Новость о радио быстро распространяется среди жителей гетто, которые теперь каждый раз с нетерпением ждут от Якоба последних известий с фронта. Хаим вынужден лгать, обнадеживая остальных. Но внезапное отключение электричества становится для него небольшой передышкой, и, чтобы подкрепить свою ложь фактами, Якоб решает украсть газету из туалета охранников, куда вход евреям строго воспрещен. Лишь помощь Ковальского спасает Хаима от неудачи. Тем не менее, газета не дает какой-либо важной информации, и Хаим вынужден снова врать.
На товарной станции погибает Гершель Штамм при попытке сообщить известия о приближающейся русской армии людям, перевозимым в закрытых вагонах. Чувствуя свою вину за смерть товарища, Якоб решает «уничтожить» приемник и рассказывает всем о его поломке. Однако Ковальский отыскивает радиотехника в гетто, чем вынуждает Хаима снова «починить» прибор.
В конце концов, о радио узнает Лина, девочка, потерявшая родителей и теперь живущая под присмотром Хаима. Обнаружив, что Лина пыталась найти приемник, Якоб устраивает для неё представление и имитирует своим голосом радио, понимая, что девочка даже не знает, как оно выглядит и работает.
Тем временем к доктору Киршбауму, некогда знаменитому кардиологу, приезжают эсэсовцы с приказом явиться к штурмбаннфюреру Хартлоффу, страдающему от сердечной болезни. По дороге Киршбаум под видом таблеток от изжоги принимает яд и своей гибелью подписывает смертный приговор офицеру. Спустя некоторое время немцы увозят и сестру доктора Элизу.
Узнав о том, что планируется депортация жителей улицы, где находится дом Розы Франкфуртер, Миша спешит навстречу своей невесте и спасает её, но не её родителей.
В итоге, рассказчик предлагает читателю на суд два финала истории. Согласно первому Якоб говорит всю правду о радио Ковальскому и тот кончает жизнь самоубийством. После этого Хаим понимает всю важность радио для людей в гетто и продолжает лгать. Через некоторое время всех евреев увозят в концентрационный лагерь на поезде. И уже спустя годы рассказчик узнает подробности истории лично у выжившего Якоба.
По второй версии Хаим ничего не рассказывает Ковальскому и решает бежать ночью из гетто. В результате, во время попытки пробраться через забор из колючей проволоки Якоб погибает от пули часового. Сразу после смерти Хаима становятся слышны звуки артиллерии приближающихся советских войск.

## Создание и публикация
Важную роль в создании романа сыграл жизненный опыт самого писателя — детские годы Юрек Беккер провел в еврейском гетто польского города Лодзь, концлагерях Равенсбрюк и Заксенхаузен.
В 1965 году, работая на киностудии ДЕФА, Беккер написал сценарий фильма «Якоб-лжец», которому было отказано в производстве. В итоге, писатель решил переработать его в полноценный роман, вышедший в 1969 году в издательстве «Aufbau-Verlag». Книга была хорошо принята как читателями, так и критиками. В 1971 году Беккер удостоился за свой дебютный роман Премии Генриха Манна. А спустя пять лет после выхода произведение было экранизировано на всё той же киностудии ДЕФА.

## Экранизации
- «Якоб-лжец» (1974), режиссёр Франк Байер, по сценарию Юрека Беккера и Франка Байера. Роль Якова Хаима исполнил Властимил Бродский. Данный фильм стал единственной кинокартиной ГДР, номинированной на премию Оскар в категории лучший фильм на иностранном языке.
- «Якоб-лжец» (1999), режиссёр Питер Кассовиц. Роль Якова Хаима исполнил Робин Уильямс.